# خط متقاصر

المثلث الجيوديسي المرسوم على الكرة، والجيوديسي هي أقواس الدائرة العظمى.

في الرياضيات، الخط المُتقاصِر أو المُتقاصِر أو الخط الجيوديسي أو الجيوديزي وخاصة في الهندسة التفاضلية هو تعميم للخط المستقيم ضمن الفضاءات المنحنية. ففي الهندسة الإقليدية فإن الخط المستقيم هو أقصر مسافة بين نقطتين، ولكن على سطح منحنٍ أو كروي فإن أقصر مسافة بين نقطتين هو الخط الجيوديسي المتقاصر أو في الهندسة الريمانية والفضاء المتري وفضاء مينكوفسكي بشرط الخضوع لمترية نظامية natural metric.
يعتمد طول الخط المتقاصر على طبيعة الفضاء المنحني، فإذا كان الفضاء يراعي المترية النظامية فعندئذ يمكن تعريفه على أنه أقصر خط بين نقطتين على متعدد التفرع.
أشهر مثال على استخدام الخطوط المتقاصرة هو في الطيران، إذ نظرًا لكروية الأرض فإنَّ المسافة الأقصر للطيران بين نقطتين تكون وفق الخط المتقاصر. كما وللخطوط المتقاصرة استخدامات أخرى في علم الفلك وتسيير الرحلات الفضائية.